# 颛顼
颛顼（？—？），中國歷史傳說人物，為五帝之一（黑帝）。父親是昌意，昌意是黄帝與嫘祖的次子，因德才不足以承大位，被封为诸侯於若水 ，娶蜀山氏之女昌僕為妻，生顓頊 。顓頊性格深沉而有謀略。十五歲時就輔佐少昊，治理九黎地區，封於高陽（今河南杞縣東），故又稱其為高陽氏。黃帝死後，因顓頊有聖德，立為帝，居帝丘（今河南濮陽市东南），時年二十歲。颛顼将帝位传给侄儿帝喾，即高辛氏。

## 生平
傳說在黃帝晚年，九黎信奉巫教，崇尚鬼神而廢棄人事，一切都靠占卜來決定，百姓家家都有人當巫史搞占卜，人們不再誠敬地祭祀上天，也不安心於農業生產。顓頊為解決這問題，決定改革宗教，親自淨心誠敬地祭祀天地祖宗，為萬民作出榜樣。又任命南正重負責祭天，以和洽神靈。任命北正黎負責民政，以撫慰萬民，勸導百姓遵循自然的規律從事農業生產，鼓勵人們開墾田地。禁斷民間以占卜通人神的活動，使社會恢復正常秩序。
顓頊生子窮蟬，是舜的天祖。據說他在位七十八年，活到九十八歲逝世，葬於濮陽。而春秋戰國時的楚國君主为其后裔，屈原在《离骚》中自称为帝颛顼之后，屈原与楚國君主为同族。

## 战共工

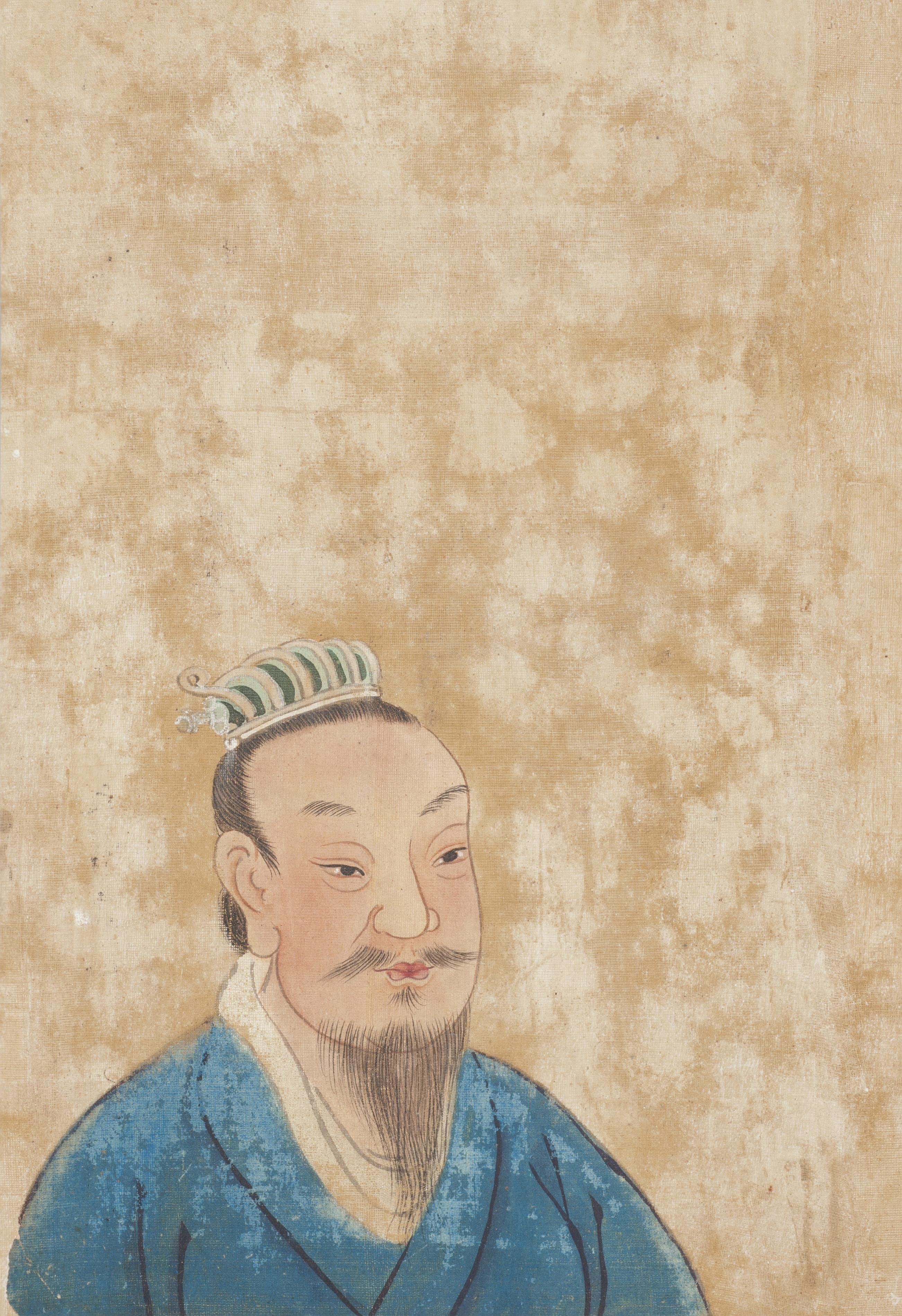
顓頊

颛顼居帝丘在黄河（约当今卫河）东岸附近。共工居黄河中游河西地区（约在今河南辉县市），在颛顼部落的上游。当时，黄河经常泛滥成灾，祸及百姓。共工率领部落联盟修筑西岸河堤，防止水患。大水冲毁东岸河堤，殃及下流颛顼部落联盟。两部落联盟发生冲突，在中原地区展开大战。颛顼终于击败共工。《淮南子·天文訓》、《楚辞·天問》中有共工与颛顼作战，战败怒触不周山，导致天倾西北、地陷东南的传说。

## 颛顼陵
《读史方舆纪要》记载：帝颛顼生子曰穷蝉。颛顼崩，而玄嚣之孙高辛立，是为帝喾。◇集解皇甫谧曰：“皇览曰：颛顼冢在东郡濮阳顿丘城门外广阳里中。顿丘者城门，名顿丘道。”《一统志》：颛顼及帝喾陵，俱在今滑县东北七十里。

## 考古
据安徽大学收藏安大简的记载，老童是颛顼的儿子，出生即满头白发，好像小老头儿。颛顼占卜得知这个满头白发的婴儿将会子孙蕃衍兴旺，喜出望外，就给他起名叫老童。

## 其他
《三國史記》宣稱高句麗王屬黃帝之孫顓頊的後裔，此說法於現世引起史學爭議。
《史記·匈奴列傳》記載，匈奴是夏后氏的苗裔，稱之為淳維。
中国《山海经》研究会会长宮玉海在2003年曾認為，顓頊是耶穌的原型人物，但論證仍有不少可相榷之處。
《山海經·大荒西經》中還曾提及，關於稷龍的複活與顓頊之死的關係。

## 家庭

### 夫人
- 女禄，滕坟氏之女[16][17]
- 履龜，鄒屠氏之女（《路史》卷四十四）

### 子嗣
- 鲧（見《路史》卷十七）
- 窮蟬（《路史》卷四十四引《呂梁碑》作顓頊生幕，幕生窮蟬）
- 老童
- 魍魉

### 後代
- 八愷
- 孫曰女修
- 大業
- 伯益
- 惡來

## 相關
- 顓頊曆
- 夏后氏
- 三皇五帝
- 玄天上帝

## 備註
1. ↑  其中“頊”字讀音大陸普通話與台灣國語聲母和韻母相同，唯獨聲調不同。大陸普通話為第一聲，而台灣國語為第四聲。